# Святая Мехтильда
Святая Мехтильда (ориентировочный год рождения 1240 / 1241 — 19 ноября 1298 год) была христианской святой Саксонии (современная Германия) и бенедиктинской монахиней. Она была одарена музыкальными талантами и красивым голосом. В возрасте 50 лет Мехтилда пережила тяжелый духовный кризис и физические страдания. В современном бенедиктинском календаре день её почитания отмечается в годовщину смерти. Умерла она 19 ноября 1298 года в монастыре Хельфта.

## Рождение и крещение
Матильда фон Хакеборн-Виппра принадлежала к одной из самых знатных и могущественных тюрингских семей. Её сестра была довольно известной аббатисой Гертрудой Хакеборн. Семья Хакеборнов принадлежала к династии баронов в Тюрингии, которые были связаны с семьей Гогенштауфенов и имели владения в северной Тюрингии и в горах Гарц. Некоторые летописцы того времени считали, что Мехтильда фон Хакеборн и Мехтильда фон Виппра были двумя разными людьми. Но так как род баронов Хакеборн был также лордами Виппры, для членов этой семьи было обычным делом брать одно или другое имя при представлении. Мехтильда была настолько хрупкой при рождении, что служители, опасаясь, что она может умереть некрещеной, поспешили её покрестить. Девочку принесли к священнику, который готовился в этот момент к мессе. О нём говорили, как о человеке «великой святости», после крещения ребёнка он произнес слова, которые некоторые считают пророческим: «Чего вы боитесь? Этот ребёнок не умрет, он станет святым религиозным человеком, в котором Бог сотворит много чудес, и дни свои она закончит в доброй старости».

## Ранние годы
Когда Мехтильде исполнилось семь лет, мать взяла её в гости к своей старшей сестре Гертруде, которая в то время была монахиней цистерцианского монастыря в Родерсдорфе. Она была настолько увлечена служением Богу, что её благочестивые родители пошли ей на встречу и позволили ей посвятить этому свою жизнь. Здесь она добилась значительного прогресса в добродетели и учёбе.
Десять лет спустя, в 1258 году, она последовала за своей сестрой, которая в тот момент была настоятельницей монастыря и перенесла его в поместье в Хельфте, подаренное ей её братьями Луи и Альбертом. Среди монахинь Мехтильда отличалась смирением, пылкостью и той крайней любезностью, которая характеризовала её с детства и которая, как и набожность, казалась почти наследственной в её клане. Мехтильда пришла на службу в монастырь, со временем стала директором монастырской школы. Она работала в монастыре, присматривая за библиотекой, освещая писания, а также писала собственные тексты на латыни. Мехтильда является автором большого количества молитв. В 1261 году настоятельница передала на попечение монастырю пятилетнего ребёнка, которому было суждено принести славу и известность монастырю Хельфта. Девочку звали Гертруда, спустя время она стала известна как святая Гертруда Великая.

## Музыкальные способности и духовные дары
Мехтильда была известна своим музыкальным талантом и получила прозвище «Соловей Хельфты». Обладая прекрасным голосом, Мехтильда также обладала особым талантом к исполнению торжественной и священной музыки. На протяжении всей жизни она занималась пением и с неутомимым рвением воспитывала хор. Божественная хвала была мотивом её жизни, от которого она никогда не испытывала усталости. И несмотря на постоянные тяготы Христос мог назвать бы её «соловьем души». Души, ищущие утешения и света, искали возможность получить её совет. В начале своей мистической жизни, возможно, именно от святой Мехтильды святая Гертруда Великая узнала, что чудесные дары, которые она расточала, были даны Богом.

## Откровения
Господь говорил Мехтильде: « Все, что ты имеешь и чем можешь угодить мне, ты имеешь от меня и через меня». Благодаря одному из видений Мехтильда поняла, что «мельчайшие детали творения отражаются в Святой Троице посредством человечности Христа, потому что именно из той же земли, которая их произвела, Христос черпал свою человечность».
Юлиана Нориджская (1342 — 1416 года) является самым известным английским автором, который начал использовать концепцию «Бог — Матерь». До этого ещё Святой Ансельм Кентерберийский (1033-1109 года) воспевал славу «нашему Господу, нашей Матери» в своих широко используемых «Orationes». Цистерцианцы и картезианцы распространяли его с помощью молитв в своих монастырях. А Маргарита д’Ойнгт и и Мехтильда Хакеборн разделяли эту концепцию.
Описывая свои видения Мехтильда фон Хакеборн предстает как человек уравновешенного характера и великодушного нрава. В её откровениях Христос, Дева и другие представители небесной иерархии предстают в качестве реальных персон. Особое внимание она уделяла ангелам, которых любила изображать как спутников людей на земле и на небе.

### Посвящение трем Богородицам
Мехтильда печалилась о своем вечном спасении и молилась, чтобы Пресвятая Дева помогла ей в смертный час. Пресвятая Дева явилась ей и успокоила, сказав: «Да, буду! Но я желаю, чтобы ты читала по три раза „Радуйся, Мария“ каждый день, вспоминая в первом прочтении „Силу“, полученную от Вечного Отца, во втором „Мудрость“, полученную от Сына, а в третьем — „Любовь“, наполнившую Святого Духа». Пресвятая Дева научила её молиться и особенно понимать, как три «Радуйся Мария» чтит трех Лиц Пресвятой Троицы.

### Преданность Святому Сердцу Иисуса
Мехтильда и Гертруда из Хельфты были горячо преданы Святому Сердцу Иисуса после того, как оно стало предметом многих их видений. Идея слышать биение сердца Бога была очень важна для средневековых верующих. Такие женщины, как святая Мехтильда и святая Гертруда воспринимали Сердце Иисуса как грудь матери. Подобно матери, которая даёт молоко, чтобы выкормить своего ребёнка, Иисус в Евхаристии даёт нам Свою Кровь Жизни.
Мехтильда рассказывала, что в одном из видений Иисус сказал ей: «Утром первым делом приветствуй Моё Сердце, а мне открой своё. Кто откроется мне, привлечёт меня к себе».
Как рассказывала Мехтильда, явившись к ней в одном из видений, Иисус повелел ей горячо любить Его и как можно больше почитать Его Святое Сердце в Святом Причастии. Он дал ей Свое Священное Сердце как залог Своей любви, как убежище при её жизни и как утешение в час её смерти. С этого момента Мехтильда была необычайно предана Святому Сердцу Иисуса и по обыкновению говорила, что если бы у неё была возможность записать все милости и благословения, которые она получила от Бога, то они не поместились бы даже в самой большой книге.
Сам Иисус рекомендовал ей Евангелие. Открыв Мехтильде своё сердце, он сказал: «Представь, как велика моя любовь. Если ты захочешь познать её, то не сможешь найти сведения о ней более подробно, чем в Евангелии — Как Отец Мой возлюбил Меня, так и Я возлюбил вас». Позже рассказы о видениях были собраны в книге «Liber Specialis Gratiae».

## Книга особой благодати
В возрасте 50 лет Мехтильда пережила тяжелый духовный кризис, который сопровождался физическими страданиями. Она узнала, что две монахини, которым она особенно доверяла, присвоили себе дарованные ей духовные блага. Будучи обеспокоенной этим, она предалась молитве. Ей было видение, в котором Христос держал в своей руке книгу её откровений и сказал ей: «Все это было записано с моей воли и вдохновения, поэтому нет причин для беспокойства». Он также сказал ей, что хотел бы, чтобы эта книга называлась Книгой особой благодати (Liber specialis gratiae), так как она окажется именно такой для многих. Когда святая поняла, что книга вознесет Божью славу, она перестала беспокоиться и даже сама исправила рукопись. Некоторые авторитетные историки считают, что одним из авторов была Святая Гертруда Великая. Сразу после её смерти книга была обнародована, количество её копий быстро увеличилось благодаря широкому влиянию братьев-проповедников.
Итальянский поэт Джованни Боккаччо рассказывал, что через несколько лет после смерти Мехтильды книга её откровений была доставлена во Флоренцию и популяризована под названием La Laude di donna Matelda. Книга пропагандировала преданность безмерному Божественному Милосердию Священного Сердца Иисуса. Флорентийцы повторяли перед священными изображениями хвалу, заученную из книги святого Мехтильды. Святая Гертруда Великая говорила о Мехтильде: «Никогда в нашем монастыре не возникало никого, подобного ей. И, увы! Боюсь, никогда не возникнет другая такая!» Четыре столетия спустя религиозные обряды благодаря La Laude di donna Matelda стали широко распространены в Европе.
Мехтильда умерла 19 ноября 1298 года в монастыре Хельфта. Её чествуют в годовщину смерти. Вместе с телом святой Гертруды, тело святой Мехтильдис, скорее всего, покоится в стенах монастыря, хотя точное место неизвестно.

## Матильда в Божественной комедии Данте
Критики на протяжении многих лет недоумевают над персонажем Божественной комедии Данте, который появляется в «чистилище» под именем Матильда. Поднявшись на семь горных ступеней, на каждой из которых происходит процесс очищения, Данте слышит голос, поющий: «Venite, benedicti patris mei». А позже на противоположном берегу таинственного ручья ему является дама, одинокая, красивая и милостивая. Данте обращается к ней и именно она посвящает его в секреты, проникать в которые Вергилию не дано. И упоминая её Беатриче обращается к Данте словами: «Умоляй Матильду, чтобы она научила тебя этому».
Образ восхождения души Мехтильды послужил источником вдохновения для его поэтического обращения к семи ступеням горы чистилища, по одной для очищения от каждого из семи пороков.
Большинство критиков отождествляют Матильду с графиней-воительницей Тосканской, духовной дочерью и бесстрашным борцом Святого Григория VII. Но все сходятся во мнении, что помимо имени у них мало общего. Похоже на то, что святая из монастыря Хельфты вдохновила флорентийского поэта. Эксперты признают долг Данте перед Аврелием Августином, Псевдо-Дионисием Ареопагитом, Бернардом Клервоским и Ришаром Сен-Викторским. Именно их доктрины были наиболее ассимилированы мистиками Хельфты и вызвали симпатии поэта.
Данте не мог быть не знаком с книгой, которая была столь популярна среди его окружения. Написание «чистилища» завершилось в период между 1314 и 1318 годами — примерно в то время, когда была популярна книга святой Мехтильды. Это толкование подтверждается тем фактом, что Мехтилда в своей «Книге особой благодати» описывает место очищения под той же фигурой горы с семью ступенями. Но некоторые ученые считают более вероятным, что образ Матильды в «Божественной комедии» Данте был вдохновлен мистической Мехтильдой Магдебургской.

## Иконография
На иконах Мехтильду обычно изображают с чешуей и мечом.

## Наследие
Организация «The Sisters of St. Benedict’s of Ferdinand», штат Индиана, является спонсором духовной музыки «Mechtilde of Hackeborn» при поддержке благотворительного фонда, учрежденного семьей Веркамп в честь сестер Мэри Аквин и сестры Мэри Энн Веркамп.
В 2018 году Епископальная церковь добавила святую Мехтилду и святую Гертруду в календарь святых, включив их в раздел «малые праздники и посты».